# 긴타우타스 팔루츠카스
긴타우타스 팔루츠카스(리투아니아어: Gintautas Paluckas, 리투아니아어 발음: [ˈɡʲɪntɐʊtɐs pɐˈlʊtskɐs], 1979년 8월 19일~)는 리투아니아의 정치인으로, 2024년 11월 제18대 리투아니아 총리에 잉그리다 시모니테의 후임으로 선출되었다.

## 교육
팔루츠카스는 1979년 8월 19일 파네베지스에서 태어났다. 부친은 엔지니어로, 모친은 경제학자로 일하였다. 2000년부터 2001년까지 그는 영국 런던 소재의 찰스 디킨스 칼리지에서 영어를 공부하였다. 2003년에는 수도에 위치한 빌뉴스 대학교 수학 및 정보학부를 졸업하였으며, 2004년 국제 경영 대학원을 졸업하였다.

## 정치 경력
팔루츠카스는 젊은 시절 잠시 동안 자신을 보수주의자로 여겨 조국연합-리투아니아 기독교민주당의 청년부였던 청년보수동맹에 속해 있던 적이 있었다. 하지만 2003년부터 리투아니아 사회민주당 소속이다.
2003년부터 2005년까지 리투아니아 국가사회보험기금위원회에서 수석 전문가로 근무하였으며, 2005년부터는 유스타스 팔레츠키스 유럽 의회 의원의 보좌관으로 일하였다. 2007년부터 2009년까지 그는 수도 빌뉴스의 행정 책임자이기도 하였다.
2015년부터 2019년까지 빌뉴스 부시장을 지냈다. 2015년 유럽 난민 위기의 절정기 동안 난민 수용을 위하여 아랍어 유치원 그룹을 구성하는 것을 고려할 것을 제안한 적이 있다.

### 사회민주당 대표
2017년 결선 투표에서 민다우가스 싱케비치우스 당시 경제부 장관을 물리치고 리투아니아 사회민주당 대표 선거에서 승리하였으며, 2019년 재선되어 연임에 성공하였다.
2019년, 빌뉴스 지르무나이 선거구 의회 보궐선거에 출마하였으나, 46.98%의 득표율을 얻어 52.03%의 파울레 쿠즈미키엔네에 패배하였다.